# مهر ماداگاسکار
مهر ماداگاسکار (به فرانسوی: Sceau de Madagascar) شامل یک نقشه کلی از جزیره در مرکز (به همراه دو جزیره کوچکتر در نزدیکی جزایر گلوریوسو و جزیره ترومیلن) و زیر آن سر یک گاو کوهان‌دار است. رنگ‌های مورد استفاده قرمز، سبز، زرد، سیاه و سفید است. پرتوهای سبز و قرمز از نقشه بیرون می‌آیند و آن را شبیه خورشید و همچنین راونالا، گیاهی در ماداگاسکار، می‌سازد.
دستگاه توسط مالاگاسی احاطه شده است. در قسمت بالایی نشان نام رسمی کشور نوشته شده است: REPOBLIKAN'I MADAGASIKARA ("جمهوری ماداگاسکار" به انگلیسی یا "République du Madagascar" به فرانسوی) و در پایه شعار ملی: FITIAVANA - TANINDRAZANA - FANDROSOANA ("عشق، میهن، توسعه - در انگلیسی یا "Amour - Patrie - Progrés" در فرانسه). در نسخه‌های مختلف اصل ۴ قانون اساسی از شعارهای دیگری استفاده شده است.

## نگارخانه

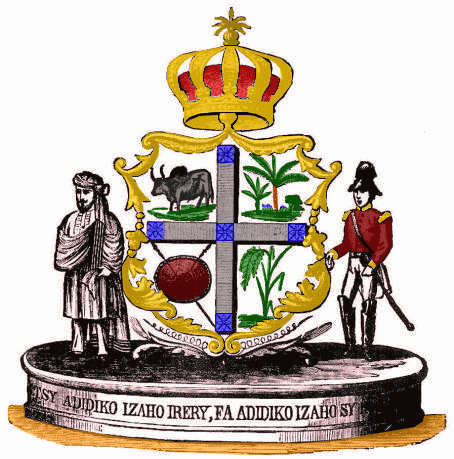
نشان ملی ملکه راناوالونا دوم
نشان پادشاهی مرینا در سال ۱۸۹۶
نشان تحتالحمایه فرانسه ماداگاسکار
مهر دولت کل ماداگاسکار (۱۸۹۷ - ۱۹۵۸)
مهر دولت کل ماداگاسکار (۱۸۹۷ - ۱۹۵۸)
نشان جمهوری مالاگاسی
مهر جمهوری مالاگاسی
نشان جمهوری دموکراتیک ماداگاسکار
مهر جمهوری ماداگاسکارمیان سال‌های ۱۹۹۳ و ۱۹۹۸